# Rich Mullins

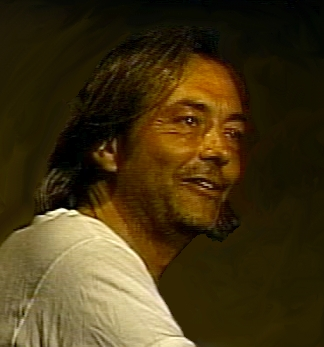
Rich Mullins, 1997

Richard Wayne ‚Rich‘ Mullins (* 21. Oktober 1955 in Richmond, Indiana; † 19. September 1997 in Lostant, Illinois) war ein US-amerikanischer Sänger und Songwriter christlicher Popmusik.

## Leben
Mullins veröffentlichte sein erstes Album Rich Mullins 1986. Seine größten Erfolge feierte er mit den Songs Awesome God, Sometimes by Step, Elijah, Sing Your Praise to the Lord und Creed. Der Sänger kam 1997 bei einem Autounfall ums Leben.

## Diskografie

### Studioalben
| Jahr | Titel                                          | Höchstplatzierung, Gesamtwochen, AuszeichnungChartplatzierungen (Jahr, Titel, Platzierungen, Wochen, Auszeichnungen, Anmerkungen) | Höchstplatzierung, Gesamtwochen, AuszeichnungChartplatzierungen (Jahr, Titel, Platzierungen, Wochen, Auszeichnungen, Anmerkungen) | Anmerkungen |
| Jahr | Titel                                          | US | Christ | Anmerkungen |
| ---- | ---------------------------------------------- | --- | --- | ----------- |
| 1981 | Behold the Man                                 | — | — |             |
| 1986 | Rich Mullins                                   | — | — |             |
| 1987 | Pictures in the Sky                            | — | — |             |
| 1988 | Winds of Heaven, Stuff of Earth                | — | Christ8 (104 Wo.)Christ |             |
| 1989 | Never Picture Perfect                          | — | Christ20 (27 Wo.)Christ |             |
| 1991 | The World as Best as I Remember It, Volume One | — | Christ9 (69 Wo.)Christ |             |
| 1992 | The World as Best as I Remember It, Volume Two | — | Christ4 (33 Wo.)Christ |             |
| 1993 | A Liturgy, a Legacy & a Ragamuffin Band        | — | Christ6 (53 Wo.)Christ |             |
| 1995 | Brother’s Keeper                               | — | Christ7 (12 Wo.)Christ |             |
| 1997 | Canticle of Plains                             | — | — |             |
| 1998 | The Jesus Record                               | US113 (14 Wo.)US | Christ2 (40 Wo.)Christ |             |

### Kompilationen
| Jahr | Titel           | Höchstplatzierung, Gesamtwochen, AuszeichnungChartplatzierungen (Jahr, Titel, Platzierungen, Wochen, Auszeichnungen, Anmerkungen) | Höchstplatzierung, Gesamtwochen, AuszeichnungChartplatzierungen (Jahr, Titel, Platzierungen, Wochen, Auszeichnungen, Anmerkungen) | Anmerkungen         |
| Jahr | Titel           | US | Christ | Anmerkungen         |
| ---- | --------------- | --- | --- | ------------------- |
| 1996 | Songs           | US143 Gold · (1 Wo.)US | Christ7 (71 Wo.)Christ | Verkäufe: + 500.000 |
| 2003 | Here in America | US179 (1 Wo.)US | Christ18 (7 Wo.)Christ |                     |

Weitere Kompilationen
- 1999: Songs 2
- 2005: Simply
- 2006: The Best of Rich Mullins: Platinum Series
- 2010: Triple Feature: Rich Mullins / The World as Best as I Remember It, Vols. 1 & 2

### Singles
| Jahr | Titel Album                                                         | Höchstplatzierung, Gesamtwochen, AuszeichnungChartsChartplatzierungen (Jahr, Titel, Album, Platzierungen, Wochen, Auszeichnungen, Anmerkungen) | Anmerkungen     |
| Jahr | Titel Album                                                         | Christ | Anmerkungen     |
| ---- | ------------------------------------------------------------------- | --- | --------------- |
| 2006 | Sometimes By Step Great Light of the World: The Best of Bebo Norman | Christ16 (19 Wo.)Christ | mit Bebo Norman |